# Ilu-szuma
Ilu-szuma (akad. Ilu-šūma, Ilu-šumma, w transliteracji z pisma klinowego zapisywane dingir-šu-ma) – jeden z wczesnych władców asyryjskich, noszący tytuł „zarządcy (miasta) Aszur” (énsi a-šùrki), syn i następca Szalim-ahuma; nie znamy długości jego rządów, ale wiadomo, iż panować musiał do ok. 1974 r. p.n.e., kiedy to na tronie miasta-państwa Aszur zastąpił go jego syn Eriszum I.

„Sulili, Kikkia, Akia, Puzur-Aszur, Szalim-ahum, Ilu-szuma - razem sześciu królów [których imiona zostały zapisane na] cegłach, (ale) których limmu nie zostali spisani/znalezieni”

## Asyryjska lista królów
Ilu-szuma wymieniany jest w Asyryjskiej liście królów jako 32 władca Asyrii. Występuje on tam jako ostatni z tzw. „sześciu królów [których imiona zostały zapisane na] cegłach, (ale) których limmu nie zostali spisani/znalezieni”. Jako jego poprzednik wymieniany jest Szalim-ahum, a jako jego następca Eriszum I. 

## Dynastia
Ilu-szuma jest trzecim znanym władcą Aszur należącym do tzw. „dynastii Puzur-Aszura I”. W swoich własnych inskrypcjach nazywa on siebie „synem Szalim-ahuma”, podczas gdy jego syn, Eriszum I, w swoich własnych inskrypcjach nazywa siebie „synem Ilu-szumy, zarządcy boga Aszura” (dumu dingir-šu-ma énsi da-šùr).
| władcy z dynastii Puzur-Aszura I | pokrewieństwo       | lata panowania według Veenhofa | lata panowania według Barjamovica, Hertela i Larsena | uwagi                                                     |
| -------------------------------- | ------------------- | ------------------------------ | ---------------------------------------------------- | --------------------------------------------------------- |
| Puzur-Aszur I                    | -                   | początek XX w. p.n.e.          | początek XX w. p.n.e.                                | najprawdopodobniej założyciel dynastii                    |
| Szalim-ahum                      | syn Puzur-Aszura I  | początek XX w. p.n.e.          | początek XX w. p.n.e.                                | we własnej inskrypcji nazywa siebie „synem Puzur-Aszura”  |
| Ilu-szuma                        | syn Szalim-ahuma    | ?-1974 p.n.e.                  | ?-1971 p.n.e.                                        | we własnej inskrypcji nazywa siebie „synem Szalim-ahuma”  |
| Eriszum I                        | syn Ilu-szumy       | 1974-1935 p.n.e.               | 1972-1933 p.n.e.                                     | we własnych inskrypcjach nazywa siebie „synem Ilu-szumy”  |
| Ikunum                           | syn Eriszuma I      | 1934-1921 p.n.e.               | 1932-1918 p.n.e.                                     | we własnej inskrypcji nazywa siebie „synem Eriszuma”      |
| Sargon I                         | syn Ikunuma         | 1920-1881 p.n.e.               | 1917-1878 p.n.e.                                     | we własnej inskrypcji nazywa siebie „synem Ikunuma”       |
| Puzur-Aszur II                   | syn Sargona I       | 1880-1873 p.n.e.               | 1877-1870 p.n.e.                                     | nazywany „synem Sargona” w Asyryjskiej liście królów      |
| Naram-Sin                        | syn Puzur-Aszura II | 1872-1829/1819 p.n.e.          | 1869-? p.n.e.                                        | nazywany „synem Puzur-Aszura” w Asyryjskiej liście królów |
| Eriszum II                       | syn Naram-Sina      | 1828/1818-1809 p.n.e.          | ?-1809 p.n.e.                                        | nazywany „synem Naram-Sina” w Asyryjskiej liście królów   |

## Panowanie
Ilu-szuma znany jest z dwóch własnych inskrypcji znalezionych w Aszur, które upamiętniają wzniesienie przez niego świątyni bogini Isztar w tym mieście. Pierwsza z nich umieszczona jest na uszkodzonym kamiennym przedmiocie, natomiast druga na glinianych cegłach. W obu inskrypcjach Ilu-szuma nazywa siebie „zarządcą (miasta) Aszur” (énsi a-šùrki), „ulubieńcem boga Aszura i bogini Isztar” (na-ra-am da-šùr ù dinanna) i „synem Szalim-ahuma, zarządcy (miasta) Aszur” (dumu ša-lim-a-ḫu-um énsi a-šùrki). W drugiej z inskrypcji wspomina on również o innych swych pracach budowlanych:
„Wzniosłem nowe mury miejskie i porozdzielałem działki pod (nowe) domy dla mego miasta. Bóg Aszur otworzył dla mnie dwa źródła na górze Abiḫ a ja wykonałem cegły na mur przy tych dwóch źródłach. Woda z jednego ze źródeł spłynęła do bramy Auszum (ba-ab a-ú-ši-im), (podczas gdy) woda z drugiego ze źródeł spłynęła do bramy Wertum (ba-ab dwe-er-tim)”
W dalszej części tej samej inskrypcji Ilu-szuma mówi o swych działaniach, które doprowadzić miały do rozwoju Aszur jako miasta handlowego, przyjaznego kupcom z południa:
„Ustanowiłem addurārum dla Akkadyjczyków i ich dzieci. Oczyściłem ich miedź. Ustanowiłem ich addurārum od brzegów bagien i Ur i Nippur, Awal i Kismar, Der boga Isztarana, aż do Miasta (tj. Aszur)”
Słowo addurārum znaczy „wolność”, a określenie „ustanowić addurārum” odnosiło się najczęściej do trzech sytuacji: wyzwolenia kogoś z niewolnictwa, uwolnienia kogoś z długów lub uwolnienia kogoś spod wrogiej okupacji. Zdaniem Veenhofa w przypadku tekstu Ilu-szumy chodziło jednak o coś innego: o zwolnienie Akkadyjczyków (tj. kupców z południa) z podatków i opłat, co miało zachęcić ich do handlu z miastem-państwem Aszur. Udogodnienia te dotyczyć miały w szczególności kupców, którzy podróżowali szlakiem karawanowym wiodącym znad Zatoki Perskiej, przez południową Babilonię (bagna i Ur) do Nippur (gdzie istniała ważna przeprawa przez Tygrys), a następnie w kierunku północno-wschodnim przez miasta Awal i Kismar do Der, i dalej wschodnim brzegiem Tygrysu wzdłuż podnóży gór Zagros do Aszur. To oni najprawdopodobniej dostarczali do Aszur m.in. miedź, która - jak chwali się Ilu-szuma - była w tym mieście wytapiana i oczyszczana. Zaangażowanie Ilu-szumy w rozwój handlu skłoniło niektórych uczonych do postawienia tezy, iż pierwsze wyprawy asyryjskich kupców do Anatolii, które z czasem doprowadziły tam do powstania sieci asyryjskich kolonii kupieckich, mogły mieć miejsce właśnie za jego rządów.
W oparciu o pewną wzmiankę w Kronice wczesnych królów uczeni próbowali w przeszłości uczynić z Ilu-szumy władcę współczesnego Sumu-abumowi (ok. 1894-1881 p.n.e.), założycielowi I dynastii z Babilonu. We wspomnianym fragmencie imię władcy współczesnego Ilu-szumie brzmi jednak Su-abu, a nie Sumu-abum, a do tego brak jest w nim jakichkolwiek odniesień do Babilonu. Obecnie, dzięki odkryciu asyryjskiej listy eponimów z Kültepe wiemy, iż Ilu-szuma panował ok. 100 lat przed Sumu-abumem.